# 因吉亚足球俱乐部
因吉亚足球俱乐部，为塞尔维亚因吉亚市的一个足球俱乐部。该队现参加塞尔维亚足球甲级联赛。
2009-2010赛季塞尔维亚足球甲级联赛，该队获得冠军，成功升入塞尔维亚足球超级联赛。但在2010-2011赛季，该队降级。

## 知名球员
- 佐兰·扬戈维奇(2009-2011)